# Первенство СССР между командами союзных республик по шахматам 1963
Первенство СССР между командами союзных республик по шахматам 1963 — 9-е первенство.
Соревнование проходило с 7 по 16 августа 1963 года в Центральном шахматном клубе в Москве. Результаты чемпионата входили в зачет 3-й Спартакиады народов СССР. В турнире принимали участие команды 15 союзных республик, а также сборные Москвы и Ленинграда. 
Игра велась на 10 досках. В состав команды входили 6 мужчин, 1 юноша, 2 женщины, 1 девушка. Запасные участники не были предусмотрены. 
Соревнование проводилось по двухступенчатой системе: полуфиналы и финалы. Всего было сформировано 3 полуфинальные группы (в двух группах — 6 команд, в третьей — 5). Распределение команд по группам осуществлялось на основании результатов командного чемпионата страны 1962 г. 
По 2 сильнейшие команды из каждой группы выходили в главный финал, команды, занявшие 3-и и 4-е места, — во 2-й финал, аутсайдеры предварительного этапа образовывали 3-й финал. Результаты междоусобного матча между командами, вышедшими в финал из одной группы, учитывались, то есть каждый финал начинался со 2-го тура, а участники стартовали, имея разное количество очков. 

## Полуфиналы

### Группа 1
В этой полуфинальной группе на 2 места в главном финале претендовали 3 команды. В итоге сборная Москвы, выиграв 3 матча с крупным счетом, заняла 1-е место. На 2-ю позицию вышла команда Грузинской ССР, сумевшая поражение в личной встрече от латвийской команды компенсировать «сухой» победой над сборной Таджикской ССР и ничейным результатом во встрече с москвичами.
|   | Участник       | 1  | 2  | 3  | 4  | 5  | 6  |  | Очки | Место |
| - | -------------- | -- | -- | -- | -- | -- | -- |  | ---- | ----- |
| 1 | Москва         |    | 5  | 7½ | 6  | 8  | 8  |  | 34½  | 1     |
| 2 | Грузинская ССР | 5  |    | 4½ | 5½ | 10 | 6½ |  | 31½  | 2     |
| 3 | Латвийская ССР | 2½ | 5½ |    | 6  | 6½ | 9  |  | 29½  | 3     |
| 4 | Молдавская ССР | 4  | 4½ | 4  |    | 4½ | 6  |  | 23   | 4     |
| 5 | Таджикская ССР | 2  | 0  | 3½ | 5½ |    | 5½ |  | 16½  | 5     |
| 6 | Киргизская ССР | 2  | 3½ | 1  | 4  | 4½ |    |  | 15   | 6     |

### Группа 2
В этой группе команда РСФСР уверенно опередила всех конкурентов и выиграла с крупным счетом матч у своего главного конкурента — сборной Белорусской ССР. Азербайджанская команда не смогла составить конкуренцию лидерам.
|   | Участник            | 1  | 2  | 3  | 4  | 5 | 6  |  | Очки | Место |
| - | ------------------- | -- | -- | -- | -- | - | -- |  | ---- | ----- |
| 1 | РСФСР               |    | 8  | 5½ | 6  | 8 | 7½ |  | 35   | 1     |
| 2 | Белорусская ССР     | 2  |    | 6  | 8  | 6 | 7½ |  | 29½  | 2     |
| 3 | Азербайджанская ССР | 4½ | 4  |    | 7  | 5 | 6  |  | 26½  | 3     |
| 4 | Армянская ССР       | 4  | 2  | 3  |    | 7 | 6½ |  | 22½  | 4     |
| 5 | Литовская ССР       | 2  | 4  | 5  | 3  |   | 7  |  | 21   | 5     |
| 6 | Туркменская ССР     | 2½ | 2½ | 4  | 3½ | 3 |    |  | 15½  | 6     |

### Группа 3
В этой группе также 2 команды заметно обошли конкурентов. Поединок между сборными Ленинграда и Украинской ССР завершился вничью. 1-е место в группе ленинградцам обеспечила более уверенная игра в матчах с другими командами.
|   | Участник       | 1  | 2  | 3  | 4  | 5  |  | Очки | Место |
| - | -------------- | -- | -- | -- | -- | -- |  | ---- | ----- |
| 1 | Ленинград      |    | 5  | 6½ | 7½ | 9  |  | 28   | 1     |
| 2 | Украинская ССР | 5  |    | 5  | 7½ | 8½ |  | 26   | 2     |
| 3 | Эстонская ССР  | 3½ | 5  |    | 5½ | 5½ |  | 19½  | 3     |
| 4 | Узбекская ССР  | 2½ | 2½ | 4½ |    | 4½ |  | 14   | 4     |
| 5 | Казахская ССР  | 1  | 1½ | 4½ | 5½ |    |  | 12½  | 5     |

## Финалы

### 1-й финал
На старт финального турнира команды вышли с такими показателями: РСФСР — 8 очков, Москва, Ленинград, Украинская ССР и Грузинская ССР — по 5 очков, Белорусская ССР — 2 очка. В дальнейшем сборной РСФСР удалось упрочить свое преимущество над конкурентами. Сборная РСФСР сыграла вничью с командой Украинской ССР, но москвичи не сумели этим воспользоваться, ограничившись минимальными победами в матчах с теми же украинцами и сборной Белорусской ССР. В результате перед заключительным туром шахматисты РСФСР опережали сборную Москвы на 4½ очка. В последнем туре лидеры встречались между собой. Только победа со счетом 7½ : 2½ могла принести московским шахматистам золотые медали. Первой в матче завершилась партия Антошин — Бронштейн (ничья). К перерыву завершилась вничью также партия Авербах — Лейн. В остальных поединках борьба сложилась явно в пользу москвичей: Петросян обыграл Полугаевского, Крогиус переоценил свои шансы и проиграл Смыслову, Коноплева потерпела поражение от Калашниковой, Рашковский в позиции с взаимными шансами допустил несколько цейтнотных ошибок и уступил Уссаковскому. Единственную победу в составе сборной РСФСР одержала Скегина, которая, имея трудную позицию, смогла запутать Кацкову в осложнениях. Таким образом, счет в матче был 5 : 2 в пользу сборной Москвы. В оставшихся партиях москвичи также имели лучшие шансы: партия Козловская — Кушнир была отложена в равной позиции (и позже завершилась вничью), Холмов имел тяжелое окончание против Ботвинника, а Шестоперов находился под атакой в партии с Васюковым. Вскоре после начала доигрывания Холмов допустил решающую ошибку и проиграл. Результат соревнования теперь зависел только от партии Шестоперов — Васюков. Московский гроссмейстер не сумел использовать свои атакующие возможности, и мастер из Саратова сумел свести партию вничью, обеспечив тем самым своей команде пол-очка перевеса в борьбе за 1-е место. Большой неожиданностью стало выступление сборной Белорусской ССР. Белорусские шахматисты начали финальный турнир на последнем месте, по ходу финала проиграли еще два матча с минимальным счетом, но смогли добиться победы в важнейшем матче со сборной Украинской ССР и разгромили грузинскую команду. В результате сборная Белорусской ССР на очко опередила ленинградских шахматистов, которые во второй раз в истории остались без медалей командного чемпионата страны.
|   | Участник        | 1  | 2  | 3  | 4  | 5  | 6  |  | Очки | Место |
| - | --------------- | -- | -- | -- | -- | -- | -- |  | ---- | ----- |
| 1 | РСФСР           |    | 3  | 8  | 6½ | 5  | 7½ |  | 30   | 1     |
| 2 | Москва          | 7  |    | 5½ | 6½ | 5½ | 5  |  | 29½  | 2     |
| 3 | Белорусская ССР | 2  | 4½ |    | 4½ | 6  | 8  |  | 25   | 3     |
| 4 | Ленинград       | 3½ | 3½ | 5½ |    | 5  | 6½ |  | 24   | 4     |
| 5 | Украинская ССР  | 5  | 4½ | 4  | 5  |    | 4½ |  | 23   | 5     |
| 6 | Грузинская ССР  | 3½ | 5  | 2  | 3½ | 5½ |    |  | 18½  | 6     |

### 2-й финал
В этом финале сложился самый ровный состав участников. Ни одна из команд не избежала поражения. Только один матч завершился со счетом 7½ : 2½, еще два — со счетом 7 : 3. В остальных поединках была упорная борьба. В результате победительницей стала команда Эстонской ССР, в решающем матче обыгравшая шедшую на 1-м месте сборную Латвийской ССР.
|   | Участник            | 1  | 2  | 3  | 4  | 5  | 6  |  | Очки | Место  |
| - | ------------------- | -- | -- | -- | -- | -- | -- |  | ---- | ------ |
| 1 | Эстонская ССР       |    | 6  | 6½ | 5½ | 7½ | 4½ |  | 30   | 1 (7)  |
| 2 | Латвийская ССР      | 4  |    | 6  | 6½ | 6  | 6½ |  | 29   | 2 (8)  |
| 3 | Азербайджанская ССР | 3½ | 4  |    | 7  | 4  | 7  |  | 25½  | 3 (9)  |
| 4 | Узбекская ССР       | 4½ | 3½ | 3  |    | 6  | 6½ |  | 23½  | 4 (10) |
| 5 | Молдавская ССР      | 2½ | 4  | 6  | 4  |    | 5½ |  | 22   | 5 (11) |
| 6 | Армянская ССР       | 5½ | 3½ | 3  | 3½ | 4½ |    |  | 20   | 6 (12) |

### 3-й финал
В этой финальной группе вне конкуренции была команда Литовской ССР, испытавшая трудности только в одном матче. Остальные команды заметно отстали. Каждой команде удалось выиграть хотя бы один матч. В упорной борьбе 2-е место завоевала сборная Казахской ССР.
|   | Участник        | 1  | 2  | 3  | 4  | 5  |  | Очки | Место  |
| - | --------------- | -- | -- | -- | -- | -- |  | ---- | ------ |
| 1 | Литовская ССР   |    | 5½ | 7  | 8½ | 7  |  | 28   | 1 (13) |
| 2 | Казахская ССР   | 4½ |    | 3½ | 5½ | 6½ |  | 20   | 2 (14) |
| 3 | Туркменская ССР | 3  | 6½ |    | 3½ | 6½ |  | 19½  | 3 (15) |
| 4 | Киргизская ССР  | 1½ | 4½ | 6½ |    | 4½ |  | 17   | 4 (16) |
| 5 | Таджикская ССР  | 3  | 3½ | 3½ | 5½ |    |  | 15½  | 5 (17) |

## Составы команд

### 1-й финал

#### РСФСР
Полугаевский (5 из 9), Холмов (5½ из 9), Крогиус (5 из 9), Антошин (7 из 9), Лейн (7 из 9), Шестопёров (3½ из 9), Рашковский (5½ из 9), Козловская (6 из 9), Скегина (6 из 9), Коноплёва (6½ из 9)

#### Москва
Петросян (5½ из 9), Ботвинник (8 из 9), Смыслов (6½ из 9), Бронштейн (5½ из 9), Авербах (6½ из 9), Васюков (6½ из 9), Уссаковский (5½ из 9), Кушнир (5½ из 9), Кацкова (3½ из 9), Н. Калашникова (6 из 9)

#### Белорусская ССР
Болеславский (5½ из 9), Вересов (4½ из 9), Суэтин (7½ из 9), Ройзман (3 из 9), Сайгин (4½ из 9), Литвинов (5 из 9), Капенгут (6 из 9), Зворыкина (5½ из 9), Арчакова (6 из 9), Головей (5 из 9)

#### Ленинград
Корчной (5½ из 8), Тайманов (5½ из 8), Спасский (5½ из 8), Б. Владимиров (4 из 8), Фурман (5½ из 8), Оснос (5½ из 8), Файбисович (2½ из 8), Вольперт (3½ из 8), Руденко (4½ из 8), Кристол (5 из 8)

#### Украинская ССР
Геллер (5½ из 8), Штейн (6½ из 8), Николаевский (4 из 8), Банник (5½ из 8), Гуфельд (5½ из 8), Коц (5 из 8), Буховер (3½ из 8), Идельчик (2 из 8), Якир (3½ из 8), Бенько (3 из 8)

#### Грузинская ССР
Гургенидзе (4½ из 9), Буслаев (3 из 9), Шишов (3 из 9), Ломая (3 из 9), Калатозишвили (3 из 9), Чиковани (4½ из 9), Джиниджихашвили (6 из 9), Гаприндашвили (8½ из 9), Чайковская (5½ из 9), Александрия (4 из 9)

### 2-й финал

#### Эстонская ССР
Керес (5½ из 8), Ней (5 из 8), Хеуэр (4 из 8), Этрук (4 из 8), Луйк (2 из 8), Кярнер (6½ из 8), Вооремаа (3½ из 8), Роотаре (4 из 8), Раннику (6½ из 8), Холланд (3 из 8)

#### Латвийская ССР
Таль (6 из 9), Гипслис (5 из 9), Клован (5 из 9), Зильбер (6 из 9), Петерсон (7½ из 9), Клявиньш (4½ из 9), Васкан (4½ из 9), Лауберте (2½ из 9), Рожлапа (6 из 9), Эргле (5 из 9)

#### Азербайджанская ССР
Багиров (6 из 9), Халилбейли (2 из 9), В. Макогонов (3 из 9), Павленко (7 из 9), Листенгартен (4 из 9), Гульдин (3½ из 9), Приворотский (5½ из 9), Затуловская (7 из 9), Аванесова (4 из 9), Р. Шварцман (3 из 9)

#### Узбекская ССР
Грушевский (2 из 8), Мухитдинов (2 из 8), Бударин (3 из 8), Бирбрагер (4 из 8), Хасидовский (4 из 8), Е. Мухин (5 из 8), С. Пинчук (3 из 8), Л. Пинчук (3 из 8), Ниязбекова (2 из 8), Артамонова (5 из 8)

#### Молдавская ССР
Лутиков (6 из 9), Шофман (2½ из 9), В. Альтерман (5½ из 9), Берсутский (4 из 9), И. Мосионжик (4 из 9), И. Злотник (3 из 9), Акулов (1½ из 9), Б. Мосионжик (7 из 9), Штерн (3½ из 9), Лизунова (4 из 9)

#### Армянская ССР
Мнацаканян (2½ из 9), Захарян (5½ из 9), Калашян (3 из 9), Демирханян (4 из 9), Г. Акопян (2 из 9), Арутюнов (2½ из 9), Восканян (7 из 9), В. Бояхчян (2½ из 9), Варданян (5½ из 9), Т. Бояхчян (5 из 9)

### 3-й финал

#### Литовская ССР
Маслов (3½ из 8), Микенас (5½ из 8), Чукаев (3 из 8), Остраускас (4½ из 8), Вистанецкис (3½ из 8), Чеснаускис (6 из 8), Ридзванавичюс (3 из 8), Каушилайте (3½ из 8), М. Картанайте (3½ из 8), Штенделите (6 из 8)

##### Казахская ССР
Каталымов (3½ из 8), Н. Гусев (3 из 8), Муратов (3 из 8), Голяк (½ из 8), В. Константинов (4½ из 8), Ю. Никитин (3 из 8), Цай (5½ из 8), Вялая (4 из 8), Муслимова (3 из 8), Дьяченко (2½ из 8)

#### Туркменская ССР
Кудряшов (3½ из 8), Ханов (3 из 8), Сеоев (4 из 8), Караджаев (2 из 8), Н. Валиев (4 из 8), Колпаков (4 из 8), Гельдымамедов (2½ из 8), Доктор (2 из 8), Пронина (3 из 8), Ванчугова (4 из 8)

#### Киргизская ССР
Устинов (1 из 8), Крутихин (1½ из 8), Мац (3½ из 8), Анохин (4½ из 8), Слепой (1½ из 8), Саркин (1½ из 8), Маматов (4½ из 8), Воскресенская (2 из 8), Вендрова (5½ из 8), Ольшанская (2 из 8)

#### Таджикская ССР
Гетман (1 из 8), Данов (4 из 8), Елистратов (3½ из 8), Говбиндер (3½ из 8), Джалалов (3 из 8), Кашлюк (2½ из 8), Х. Валиев (2½ из 8), Гусева (3½ из 8), Ишуткина (½ из 8), Осипова (2½ из 8)

## Лучшие индивидуальные результаты
При определении победителей по доскам учитывались результаты всех участников, независимо от того, в каком финале выступали команды, которые они представляли. Участники сыграли разное количество партий (из-за разного количества команд в полуфиналах и финалах). При определении лучшего результата учитывались процентные показатели.
1. Корчной (Ленинград) и Геллер (Украинская ССР) — по 5½ из 8;
2. Ботвинник (Москва) — 8 из 9;
3. Суэтин (Белорусская ССР) — 7½ из 9;
4. Антошин (РСФСР) — 7 из 9;
5. Петерсон (Латвийская ССР) — 7½ из 9;
6. Кярнер (Эстонская ССР) — 6½ из 8;
7. Восканян (Армянская ССР) — 7 из 9;
8. Гаприндашвили (Грузинская ССР) — 8½ из 9;
9. Раннику (Эстонская ССР) — 6½ из 8;
10. Штенеделите (Литовская ССР) — 6 из 8.